# Équipe de Bulgarie féminine de volley-ball
L'équipe de Bulgarie féminine de volley-ball est composée des meilleures joueuses bulgares sélectionnées par la Fédération bulgare de volley-ball (Bulgarska Federatsiya Volejbol, BFV). Elle est classée au 15e rang de la Fédération internationale de volley-ball au 10 juillet 2022.

## Palmarès et parcours

### Palmarès
- Championnat d'Europe (1) :
  - Vainqueur : 1981
  - Troisième : 1979, 1997, 2001
- Jeux Olympiques :
  - Troisième : 1980
- Ligue européenne (2) :
  - Vainqueur : 2018, 2021
  - Finaliste : 2010, 2012
  - Troisième : 2009, 2011, 2013

### Parcours

#### Jeux Olympiques
| - 1964 : non qualifiée - 1968 : non qualifiée - 1972 : non qualifiée - 1976 : non qualifiée - 1980 : 3e - 1984 : non qualifiée - 1988 : non qualifiée - 1992 : non qualifiée - 1996 : non qualifiée - 2000 : non qualifiée | - 2004 : non qualifiée - 2008 : non qualifiée - 2012 : non qualifiée - 2016 : non qualifiée - 2020 : non qualifiée |

#### Championnats du monde
| - 1952 : 4e - 1956 : 5e - 1960 : non qualifiée - 1962 : 4e - 1967 : non participante - 1970 : 6e - 1974 : 13e - 1978 : 9e - 1982 : 9e - 1986 : 12e | - 1990 : non qualifiée - 1994 : non qualifiée - 1998 : 10e - 2002 : 8e - 2006 : non qualifiée - 2010 : non qualifiée - 2014 : 11e - 2018 : 12e |

#### Championnats d'Europe
| - 1949 : non participante - 1950 : 4e - 1951 : non qualifiée - 1955 : 5e - 1958 : 5e - 1963 : 5e - 1967 : 6e - 1971 : 4e - 1975 : 4e - 1977 : 7e | - 1979 : 3e - 1981 : Vainqueur - 1983 : 4e - 1985 : 10e - 1987 : 4e - 1989 : 7e - 1991 : 7e - 1993 : 9e - 1995 : 5e - 1997 : 3e | - 1999 : 7e - 2001 : 3e - 2003 : 7e - 2005 : 9e - 2007 : 11e - 2009 : 8e - 2011 : 14e - 2013 : 13e - 2015 : 13e - 2017 : 9e | - 2019 : 8e - 2021 : 9e |

#### Grand Prix
| - 1993 : non participante - 1994 : non participante - 1995 : non participante - 1996 : non participante - 1997 : non participante - 1998 : non participante - 1999 : non participante - 2000 : non participante - 2001 : non participante - 2002 : non participante | - 2003 : non participante - 2004 : non participante - 2005 : non participante - 2006 : non participante - 2007 : non participante - 2008 : non participante - 2009 : non participante - 2010 : non participante - 2011 : non participante - 2012 : non participante | - 2013 : 9e - 2014 : 21e - 2015 : 17e - 2016 : 16e - 2017 : 17e |

#### Ligue des nations
- 2018 : non participante
- 2019 : 16e
- 2021 : non participante
- 2022 : 14e

#### Coupe du monde
| - 1973 : non qualifiée - 1977 : non qualifiée - 1981 : 7e - 1985 : non qualifiée - 1989 : non qualifiée - 1991 : non qualifiée - 1995 : non qualifiée - 1999 : non qualifiée - 2003 : non qualifiée - 2007 : non qualifiée | - 2011 : non qualifiée - 2015 : non qualifiée - 2019 : non qualifiée |

#### Ligue européenne
| - 2009 : 3e - 2010 : Finaliste - 2011 : 3e - 2012 : Finaliste - 2013 : 3e - 2014 : 6e - 2015 : non participante - 2016 : non participante - 2017 : non participante - 2018 : Vainqueur | - 2019 : non participante - 2021 : Vainqueur |

## Joueurs et personnalités de la sélection

### Sélectionneurs
- 2005 :  Miroslav Jivkov
- 2007-2010 :  Dragan Nešić
- 2011 :  Dragutin Baltić
- 2011-2014 :  Marcello Abbondanza
- 2014 :  Vladimir Kuzyutkin
- 2015 :  Atanas Lazarov
- 2015 :  Dragan Nešić
- 2016-2017 :  Ivan Dimitrov
- 2018-2021 :  Ivan Petkov
- 2022- :  Lorenzo Micelli

### Sélection actuelle
Effectif retenu pour la Ligue des nations 2024.
| No                           | Nom                          | Date de naissance            | Taille | Poids | Poste                        | Club                         |
| ---------------------------- | ---------------------------- | ---------------------------- | ------ | ----- | ---------------------------- | ---------------------------- |
| 5                            | Maria Yordanova              | 25 mai 2002                  | 184    | 72    | Réceptionneuse-attaquante    | Nilüfer Belediye             |
| 6                            | Miroslava Paskova            | 16 février 1996              | 180    | 69    | Réceptionneuse-attaquante    | Békéscsabai RSE              |
| 8                            | Petya Barakova               | 18 juin 1994                 | 178    | 70    | Passeuse                     | CSM Târgoviște               |
| 9                            | Elena Becheva                | 30 mai 1998                  | 185    | 70    | Réceptionneuse-attaquante    | RC Cannes                    |
| 10                           | Vangeliya Rachkovska         | 19 juillet 1997              | 185    | 67    | Réceptionneuse-attaquante    | TED Ankara Kolejliler        |
| 11                           | Mariya Krivoshiyska          | 6 septembre 2001             | 190    | 76    | Centrale                     | Maritsa Plovdiv              |
| 12                           | Iva Dudova                   | 11 février 2006              | 198    | 92    | Attaquante                   | Maritsa Plovdiv              |
| 13                           | Mila Pashkuleva              | 6 septembre 2003             | 170    | 63    | Libero                       | Maritsa Plovdiv              |
| 14                           | Borislava Saykova            | 14 juillet 2000              | 187    | 80    | Centrale                     | Maritsa Plovdiv              |
| 15                           | Mira Todorova                | 12 avril 1994                | 187    | 73    | Libero                       | CSO Voluntari 2005           |
| 23                           | Mikaela Stoyanova            | 23 juin 2005                 | 194    | 76    | Attaquante                   | Levski Sofia                 |
| 24                           | Kristina Guncheva            | 24 mars 1994                 | 178    | 63    | Passeuse                     | SC Potsdam                   |
| 27                           | Alexandra Saykova            | 22 juillet 2003              | 185    | 70    | Centrale                     | CSKA Sofia                   |
| 29                           | Kaya Nikolova                | 28 octobre 2006              | 191    | 66    | Centrale                     | CSKA Sofia                   |
|                              |                              |                              |        |       |                              |                              |
| Encadrement technique        | Encadrement technique        |                              |        |       | Légende                      | Légende                      |
| Entraîneur : Lorenzo Micelli | Entraîneur : Lorenzo Micelli | Entraîneur : Lorenzo Micelli |        |       | : Capitaine                  | : Capitaine                  |
| Entraîneur(s) adjoint(s) :   | Entraîneur(s) adjoint(s) :   | Entraîneur(s) adjoint(s) :   |        |       | : Joueur blessé actuellement | : Joueur blessé actuellement |